# 五智院但馬
五智院 但馬（ごちいん の たじま、生没年不詳）は、平安時代後期の三井寺の僧侶。

## 人物
治承4年（1180年）5月、以仁王の挙兵に従軍した。宇治川の戦い（橋合戦）では、刀を振るい、敵の矢を切りながら進み、矢切但馬と呼ばれた（『平家物語』）。